# Drosa
Drosa is een plaats en voormalige gemeente in de Duitse deelstaat Saksen-Anhalt, en maakt deel uit van de Landkreis Anhalt-Bitterfeld.
Drosa telt 661 inwoners.
Een expeditie onder leiding van Nero Claudius Drusus bereikte in 9 v. Chr. de Elbe. Drusus stierf na een val van zijn paard. Volgens latere volksverhalen zou hij zijn begraven in de hunebed van Drosa.